# (719) Albert
(719) Albert – planetoida z grupy Amora okrążająca Słońce w ciągu 4 lat i 97 dni w średniej odległości 2,63 au. Została odkryta 3 października 1911 roku w Obserwatorium Uniwersyteckim w Wiedniu przez Johanna Palisę. Planetoida została nazwana na cześć Alberta Salomona von Rothschilda, fundatora obserwatorium w którym dokonano odkrycia. Przed nadaniem nazwy planetoida nosiła oznaczenie tymczasowe (719) 1911 MT.